# ГЕС Ютанг
ГЕС Ютанг (鱼塘水电站) — гідроелектростанція в центральній частині Китаю в провінції Ґуйчжоу. Знаходячись між ГЕС Shāqiān (вище по течії) та ГЕС Jiǎomùtáng, входить до складу каскаду на річці Фуронг, лівій притоці Уцзян (великий правий доплив Янцзи).
У межах проєкту річку перекрили кам'яно-накидною греблею із бетонним облицюванням висотою 76 метрів, довжиною 180 метрів та шириною по гребеню 8 метрів. Вона утримує водосховище з об'ємом 122,4 млн м3 та нормальним рівнем поверхні на позначці 465 метрів НРМ.
Пригреблевий машинний зал обладнали двома турбінами потужністю по 37,5 МВт, які забезпечують  виробництво 313 млн кВт·год електроенергії на рік.